# Хоффман, Фальк
Фальк Хоффман (нем. Falk Hoffmann, родился 29 августа 1952 в Хемнице) — восточногерманский прыгун в воду, чемпион Московской Олимпиады по прыжкам с 10-метровой вышки.

## Биография
Прыжками в воду начал заниматься в возрасте 9 лет, первым тренером была Ильза Краузе. Первую победу одержал в 1967 году на чемпионате Европы среди юниоров. Должен был дебютировать на Олимпийских играх в 1968 году в Мехико, однако по финансовым причинам так и не отправился на Олимпиаду. Дебют состоялся в 1972 году в Мюнхене, где Фальк занял 7-е и 9-е места в категориях 3-метрового трамплина и 10-метровой вышки соответственно. В 1976 году на Олимпиаде в Монреале Хоффман улучшил свой результат до 4-го и 6-го мест соответственно. Наконец, в 1980 году Хоффман одержал уверенную победу в Москве на 10-метровой платформе, и эта золотая медаль стала единственной олимпийской медалью в карьере немца.
Первую и единственную победу на взрослом чемпионате Европы Фальк одержал в 1977 году в Йёнчёпинге на 3-метровом трамплине. В 1978 году он завоевал серебряные медали и на трамплине, и на вышке, однако чемпионат ознаменовался скандалом: спорное решение судей привело к тому, что чемпионом мира стал Грег Луганис, а повторить прыжок Хоффману не разрешили якобы из-за плохих погодных условий. В 1982 году Хоффман завершил спортивную карьеру.
После завершения спортивной карьеры Фальк работал в Галле-Виттенбергском университете имени Мартина Лютера преподавателем физкультуры. Позднее он стал тренером и лично тренировал Мелани Фрерк, чемпионку мира среди юниоров. В 1999 году имя Хоффмана занесли в Международный зал славы водных видов спорта. Уже после объединения Германии Фальк занялся бизнесом, основав агентство по пошиву спортивной формы, которое распространяло свою продукцию в Саксонии, Тюрингии и Саксонии-Анхальт.
Помимо прыжков в воду, Фальк занимался футболом (играл за клуб «Халле») и теннисом (играл за команду «Делицшер 1921»). В 2002 году Хоффман даже стал чемпионом Саксонии по теннису.